# أمير فيانا

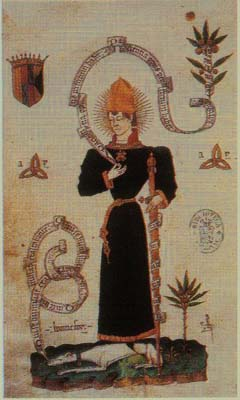
كارلوس من فيانا

شعار ليونور دي بوربون كـ أميرة فيانا (غير رسمي)

أمير/أميرة فيانا (الإسبانية:Príncipe de Viana ؛ الباسكية:Vianako Printzea) هو واحد من ألقاب ورثة العرش في تاج إسبانيا، بحيث تعتبر من ألقاب التي تشكل ممالك إسبانيا من أمير أستورياس وأمير جيرونا "جرندة" ودوق مونتبك وكونت سيرفيرا ولورد بالاغوار.

## التاريخ
يعتبر تاريخياً لقب وريث عرش مملكة نافارا، أنشئ هذا اللقب من قبل كارلوس الثالث ملك نافارا لحفيده كارلوس من أبنته بلانكا (لاحقا:بلانكا الأولى) وزوجها خوان من أراغون ونافارا (لاحقا:ملك نافارا وأراغون)، أيضا حمل غاستون هذا اللقب هو أبن إليانور من نافارا وغاستون الرابع، كونت فوا.
كان هذا اللقب متماثل لألقاب في ممالك إسبانيا من أمير أستورياس لـ مملكة قشتالة وليون وأمير جيرونا "جرندة" لـ مملكة أراغون، وأيضا دوفين لـ فرنسا وأمير بيرا/أمير البرازيل لـ البرتغال وأمير ويلز لـ إنجلترا.
بسبب العديد من الأحداث التاريخية، مثل أتحاد الأسر الحاكمة قشتالة وأراغون في القرن الخامس عشر بين الملكة إيزابيلا الأولى وفرناندو الثاني ، وكذلك في وقت مبكر القرن السادس عشر الغزو والضم نافار بواسطة فرناندو الثاني، خسر لقب أهميته نسبياً وقد تفاقم هذا عندما انتهت مملكة نافارا مقسمة بين مملكة فرنسا و مملكة إسبانيا، تم أحياؤه مجدداً مع استعادة آل بوربون الحكم عام 1975 بحيث يرمز إليه بأنه ولي العهد نافارا (المملكة التاريخية) داخل المملكة الإسبانية الموحدة، وبالإضافة إلى العديد من ألقاب ورثة العرش الإسبانية.
حاملة اللقب حالياً هي أميرة ليونور، هي أبنة فيليب السادس ملك إسبانيا والملكة ليتيزيا، أيضا تستخدم ليونور بقية ألقاب التقليدية لـ ورثة التاج الإسباني من :أمير أستورياس، أمير جيرونا، دوق مونبلانك ولورد بالاغوار.

## وصلات خارجية
- History of the kingdom of Navarre.- The Prince of Viana in Messina
- Medieval History of Navarre.- The Prince of Viana in Naples and Sicily